# Sông Nhiệm
Sông Nhiệm là một phụ lưu của sông Nho Quế, chảy trong hai huyện Yên Minh và Mèo Vạc tỉnh Hà Giang, Việt Nam .
Sông có chiều dài 49 km, với diện tích lưu vực là 102 km². Mã của sông là 02 02 65 29 04 02 .

## Dòng chảy
Sông bắt đầu từ hợp lưu nhiều con suối nhỏ ở thung lũng thị trấn Yên Minh, trong đó dòng lớn nhất có tên "suối Bắc Nghè", chảy từ dãy núi phía tây đến và đi qua làng Bắc Nghè 23°7′58″B 105°6′47″Đ / 23,13278°B 105,11306°Đ.
Từ thị trấn sông chảy hướng đông nam, đến xã Mậu Duệ thì có đoạn chảy ngầm 23°4′12″B 105°13′45″Đ / 23,07°B 105,22917°Đ.
Sau đó chảy gấp khúc với hướng chính là đông, qua xã Mậu Long, huyện Yên Minh. Đến xã Niêm Sơn huyện Mèo Vạc thì đổi hướng đông nam.
Đến xã Niêm Tòng huyện Mèo Vạc thì sông Nhiệm hợp lưu với sông Nho Quế, nước được đổ vào sông Gâm và từ đó đến sông Lô.

## Thủy điện
- Thủy điện Sông Nhiệm 3 công suất lắp máy 14,2 MW, sản lượng điện hàng năm 48,74 triệu KWh, xây dựng tại xã Niêm Sơn huyện Mèo Vạc 23°02′29″B 105°24′22″Đ / 23,04135°B 105,406101°Đ. Công trình đã từng khởi công năm 2008, tuy nhiên năm 2013 ở trạng thái đắp chiếu [5]. Nó có thể trong nhóm công trình "xí phần và ăn xổi" như báo chí nêu ra [6].

Tháng 2/2017 Công ty Licogi 13 thông báo nhận đầu tư Dự án Thủy điện Sông Nhiệm 3, nâng công suất lên 14 MW, được coi là khởi công xây dựng từ quý IV/2014 và dự kiến hoàn thành quý IV/2020 . Tháng 1/2021 thủy điện chặn dòng sông.
- Thủy điện Sông Nhiệm 4 công suất lắp máy 6 MW, sản lượng điện hàng năm trên 21,6 triệu KWh, xây dựng tại xã Niêm Tòng huyện Mèo Vạc, khởi công tháng 9/2018, hoàn thành tháng 7/2020. 23°00′41″B 105°28′29″Đ / 23,011508°B 105,474624°Đ.[9]